# جان روس (تنیس‌باز)
 جان روس (انگلیسی: John Ross؛ زاده ۲۹ فوریه ۱۹۶۴) یک تنیس‌باز اهل ایالات متحده آمریکا است.